# HEC Paris
L'École des hautes études commerciales de Paris ("Scuola di studi superiori commerciali di Parigi", spesso chiamata HEC Paris, o HEC, o ancora "HEC School of Management")  è un istituto d'istruzione universitaria francese d'eccellenza, specializzata in economia e commercio, facente parte delle Grandes écoles. È considerata la migliore business school europea, nonché una delle migliori del mondo ed è contraddistinta da processi di ammissione estremamente selettivi.
Fondata il 4 novembre 1881, la HEC è gestita e finanziata dalla Camera di commercio e dell'industria di Parigi (CCIP) ed è accreditata "AACSB", "EQUIS" e "AMBA".
La scuola ha anche una propria fondazione, chiamata La Fondation HEC, il cui obiettivo è quello di fornire borse di studio agli studenti meritevoli e favorire i programmi di ricerca, l'internazionalizzazione della scuola e lo sviluppo di strumenti pedagogici di alta qualità.

## Storia

### Gli inizi

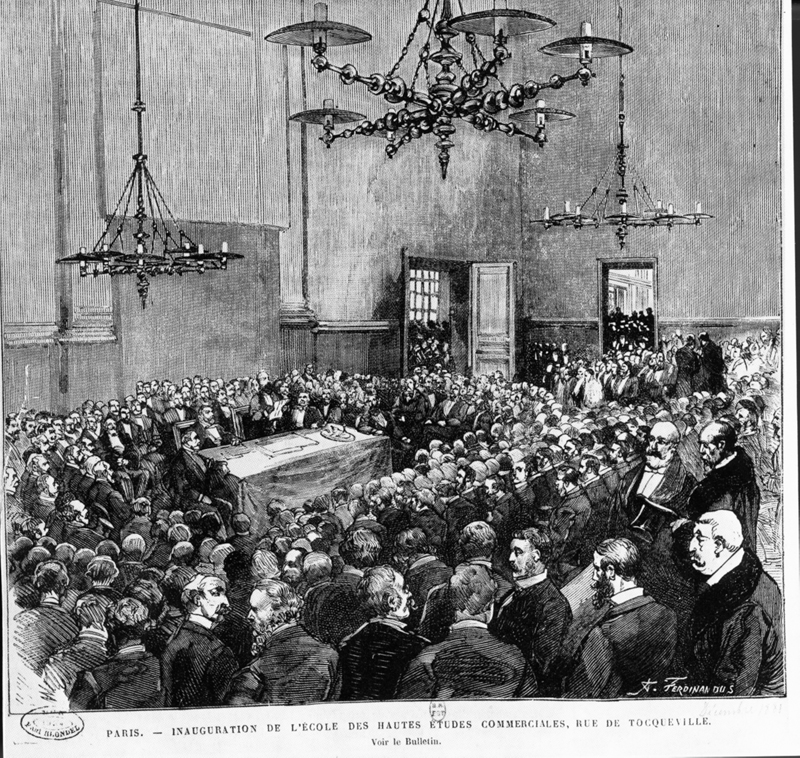
Inaugurazione della HEC nel 1881

L'École des hautes études commerciales de Paris aprì le porte ai suoi primi trentasette allievi il 4 dicembre 1881, nella sede del boulevard Malesherbes a Parigi, per iniziativa della Camera di Commercio di Parigi, che era stata all'origine del progetto dal 1879. All'epoca in Francia esistevano già altre scuole superiori di commercio, come l'École supérieure de commerce de Paris fondata a Parigi nel 1819, o come le Scuole superiori di Commercio (ESC) di Le Havre, di Rouen e di Lione, nate agli inizi degli anni settanta dell'Ottocento.
L'ambizione della HEC era di essere nel campo del commercio e della finanza quello che l'École Centrale era nel campo dell'ingegneria. La scuola offriva lezioni simili a quelle delle scuole secondarie e solo poche classi di management.
Nel 1898 la scuola preparava all'attività bancaria, al commercio, all'industria, alle carriere consolari e amministrative. L'ammissione avveniva mediante esame, l'età d'ingresso era fissata a sedici anni. Il corso di studi durava due anni e terminava con un diploma.
Gli inizi furono difficili: la scuola, infatti, era ancora poco conosciuta e costosa e soffriva il pregiudizio di essere considerata una scuola facile per ragazzi di buona famiglia. Il crollo del numero delle iscrizioni, fra il 1902 e il 1904, da 401 a 277, ne è una perfetta illustrazione.
I baccalaureati erano ancora ammessi di diritto. L'istituzione di un concorso nel 1892 si proponeva di invertire questa tendenza. Il concorso d'ammissione fu soppresso nel 1906 e ristabilito nel 1913.
La direzione introdusse il concorso di ammissione al second'anno nel 1921. L'anno successivo venne introdotto sperimentalmente l’insegnamento attraverso casi di studio. I corsi rimanevano, tuttavia, molto teorici, come in tutto l'insegnamento francese dell'epoca.
Nel 1938 il corso di studi fu prolungato a tre anni e venne introdotto lo stage obbligatorio in un'impresa.

### Il Dopoguerra

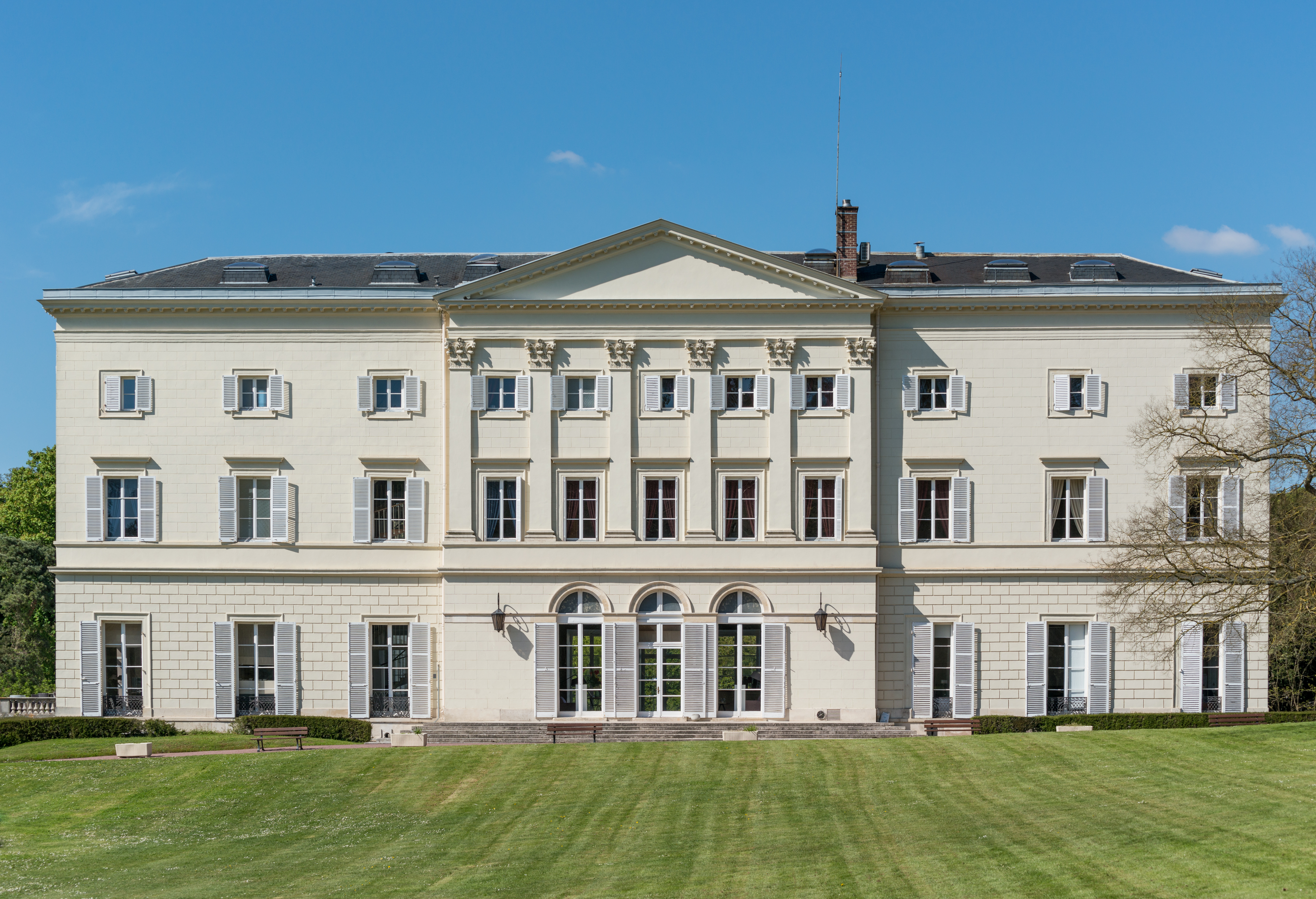
Il castello, dedicato alla formazione esecutiva

Durante la seconda guerra mondiale la scuola non chiuse e fra i diplomati di quell'epoca si può citare per esempio Maurice Herzog.
La crisi della guerra sfociò negli anni cinquanta in una rapida evoluzione verso i metodi di insegnamento ispirati alle business schools americane, su pressione della Camera di Commercio da cui dipendeva la scuola. 
Conseguentemente si diede maggior spazio alla matematica, si sviluppò l'insegnamento della finanza e del controllo di gestione. Nel 1958 il case study, nato nella Harvard Business School negli anni cinquanta, venne generalizzato a tutte le materie, e il livello del corpo accademico migliorò con il reclutamento di diplomati in MBA americani.
Venne inoltre introdotta una classe préparatoire per preparare all'esame di ammissione, che era nel frattempo diventata difficile. Una prova del prestigio raggiunto dal diploma alla HEC è il fatto che solo il 9% degli studenti della HEC frequentassero un'università nel 1959, mentre erano stati il 47% nel 1929.
Nel 1964 il rinnovamento fu incarnato dallo spostamento della scuola in un vero campus, appositamente costruito a Jouy-en-Josas. Venne istituito un corpo docente permanente che passò da nessun membro nel 1962 a 79 membri nel 1970.
Il trasloco favorì l'istituzione di corsi di studio complementari: nel 1967 fu inaugurato il corso di formazione continua per quadri esecutivi e nel 1975 fu avviato un programma di dottorato per la formazione di professionisti della gestione. Nel 1969 fu fondato l'Institut supérieur des affaires (ISA), un corso di MBA per chi avesse già una qualificazione elevata (ingegneri, diplomati di terzo ciclo, giovani quadri con qualche anno d'esperienza). 

### Dagli anni settanta
Gli anni settanta e ottanta furono quelli dell'internazionalizzazione e dell'accento sulla ricerca: nel 1973 venne creato in partenariato con la New York University e la London School of Economics un programma di scambi. Altri accordi furono firmati con altre scuole straniere come l'ESADE di Barcellona, la Bocconi di Milano o la McGill University di Montréal. Nel 1975 fu aperto un concorso esclusivamente riservato agli studenti stranieri. Nel 1988 venne creata la rete internazionale CEMS con l'ESADE, la Bocconi e l'Università di Colonia per moltiplicare le possibilità di scambio in Europa. La HEC riceve i riconoscimenti AMBA, Equis e AACSB, rendendo la Francia il paese con il maggior numero di Business Schools accreditate, insieme all'Inghilterra.
Le donne furono ammesse a partire dal 1973, ma solo 27 ragazze furono ammesse quell'anno. Conseguentemente fu chiusa la HEC jeunes filles (HECJF), che era stata creata per le donne. Fra le diplomate della HECJF, considerate diplomate alla HEC, c'è per esempio Édith Cresson, la prima donna primo ministro francese.
Il corso di dottorato fu istituito nel 1975 ma fino al 1985 i dottorandi dovevano sostenere la tesi all'università. Nel 1985 la HEC ottenne il diritto di conferire il titolo di dottore, prima dell'ESSEC (2010) e dell'ESCP Europe (2012).
La scuola ha sviluppato le cattedre finanziate da imprese (Deloitte, EDF, Toshiba e altre) per moltiplicare i legami con queste ultime. La fondation HEC, nata nel 1972, ha per scopo specifico quello di sviluppare questi collegamenti ed il finanziamento della scuola da parte delle imprese.
I legami con le imprese si sono rafforzati negli anni novanta e ne è derivata una maggiore specializzazione, con l'istituzione dei corsi di finanza e di imprenditoria nel 1986. Come conseguenza del Big Bang finanziario e dell'esplosione della City, sempre più diplomati vanno a lavorare in Inghilterra e, in generale, all'estero. Nel 2006 un terzo trovava il primo impiego all'estero.
Nel 2015 la scuola ha adottato un nuovo statuto legale per permettere agli investitori privati di entrare nel consiglio d'amministrazione.
Il 1º luglio 2008 la HEC Paris è entrata a far parte dell'università ParisTech e poi dell'università Parigi-Saclay come membro fondatore. 
Il campus universitario di Jouy-en-Josas, nel dipartimento delle Yvelines, si trova nella parte settentrionale del futuro cluster tecnologico di Paris-Saclay, che dovrà riunire un quarto della ricerca pubblica francese. La HEC Paris fa parte della rete di scuole superiori di commercio (ESC) dell'area Parigi Île-de-France, insieme all'ESSEC e all'ESCP Business School.
Nel marzo 2017, la scuola ha lanciato il programma Executive Master Innovation & Entrepreneurship in collaborazione con Coursera. Il programma è al 100% online e mira a formare dirigenti specializzati in questi due campi in 18 mesi.
I costi annuali di partecipazione ai corsi, dipendono dal livello d'istruzione e vanno da 20.000€ a 40.000€ per una laurea magistrale e possono arrivare fino ad 80.000€ per un MBA. Sono, tuttavia, presenti una serie di borse di studio, pubbliche e private, che coprono buone porzioni della retta.
Il 15 settembre 2020, la scuola ha co-fondato con Institut polytechnique de Paris il centro di ricerca sull'intelligenza artificiale Hi! PARIS. La Scuola dispone di altri tre centri di ricerca: il Society & Organizations Institute, l'Innovation & Entrepreneurship Center e il GREGHEC (Groupement de Recherche et d'Etudes en Gestion à HEC Paris).
Nell'ottobre 2023 la scuola ha annunciato la creazione di un Bachelor of Arts in collaborazione con l'Università Bocconi di Milano. Focalizzato su dati, società e organizzazioni, combina scienze dei dati e scienze sociali. Gli studenti trascorrono i primi tre semestri in Italia e gli ultimi tre in Francia nel campus di Jouy-en-Josas.

## Reputazione e rango o classificazione
Dal 2019, HEC Paris è stata classificata ogni anno come la migliore business school europea dal Financial Times. Il suo programma di Master in Strategic Management è al primo posto nella classifica QS. Il suo master in finanza si colloca regolarmente tra i primi due posti. Anche il suo Master in Marketing è al primo posto a livello mondiale. Hans magisterexamen i marknadsföring upptar också förstaplatsen över hela världen.

## Programma
La laurea in economia aziendale in Francia è organizzata in tre livelli che facilitano la mobilità internazionale: laurea, master e dottorato. La laurea richiede 180 crediti (baccalaureato + 3); master, ulteriori 120 crediti di formazione superiore (maturità + 5). HEC Paris offre una laurea triennale da ottobre 2023; Il tuo ambito PGE (Programme Grande École) si conclude con il conseguimento del Master in Management (MiM). Oltre al PGE, gli studenti HEC possono ottenere altri master, come MBA (baccalaureato + 5) o PhD (baccalaureato + 8).

### Bachelor in Data, Society and Organisations
Annunciata nell'ottobre 2023, la scuola offre un Bachelor of Arts in collaborazione con l'Università commerciale Luigi Bocconi. Con un focus su dati, società e organizzazioni, combina informatica e scienze sociali. Gli studenti trascorrono i primi tre semestri in Italia e gli ultimi tre semestri in Francia presso il campus di Jouy-en-Josas.

### Programma “Grande école”
I corsi della grande école HEC Paris ti permettono di conseguire il Master of Science (MSc) in Management, considerato il secondo miglior master in amministrazione e gestione aziendale al mondo dal Financial Times. L'MBA dell'HEC Paris, dal canto suo, è considerato il migliore in Europa e il terzo migliore al mondo da The Economist.
Accedi al concorso. Gli studenti del programma HEC Paris grande école vengono selezionati attraverso un concorso, considerato uno dei più selettivi del sistema educativo francese. Le possibilità di accesso sono:
- Ammissione al primo anno: dopo tre anni di corsi preparatori, vengono offerti 380 posti a circa 4.000 candidati. Non viene proposta alcuna graduatoria integrativa (pertanto se un candidato rifiuta il posto ottenuto, quel posto rimane vuoto e non viene offerto al successivo idoneo al concorso).
- Ammissione al secondo anno: il concorso ad ammissione diretta mette a disposizione 50 posti per circa 1.100 candidati. Possono partecipare i migliori studenti delle università francesi, in possesso di una laurea.
- Ammissioni internazionali: i candidati con un titolo universitario non francese possono accedere all'HEC se selezionati dal servizio ammissioni internazionali. Inoltre, gli studenti di alcune importanti istituzioni europee, come l'ESADE spagnola, l'Università svizzera di San Gallo o l'Università commerciale Luigi Bocconi, possono essere ammessi direttamente all'ultimo anno del programma grande école, secondo il Double Diploma accordo tra università.

L'HEC Paris ha prodotto più CEO di qualsiasi altra business school o università europea, ed è addirittura avanti a tutte le business school e università statunitensi con la sola eccezione dell'Università di Harvard.

### MSc in International Finance (MIF)
Il Master in International Finance è al primo posto a livello mondiale nei programmi pre-experience (secondo la classifica FT 2022). Il primo semestre è dedicato a corsi base e avanzati, mentre il secondo semestre consente agli studenti di scegliere anche tra una concentrazione di corsi opzionali. come un'ampia gamma di materie a scelta libera.
Il programma offre una serie di workshop ed eventi con banche e multinazionali, incluso un viaggio di studio a Londra, progettato per aumentare le opportunità di carriera e di networking.
Gli studenti possono scegliere tra (1) specializzazione in Economia: progettata per studenti con esperienza nel mondo degli affari, della finanza o della contabilità; o (2) Laurea accelerata: progettata per studenti con esperienza in un campo quantitativo come matematica, ingegneria, fisica ed econometria.
Le major aziendali e le major accelerate hanno accesso alla stessa serie di corsi opzionali durante il semestre primaverile e hanno le stesse opportunità di carriera alla fine del programma. In particolare, entrambi hanno accesso a una specializzazione in Finanza aziendale o a una specializzazione in Mercati dei capitali (semestre primaverile).
A seconda delle loro scelte, gli studenti avranno accesso a una gamma specifica di corsi di base ed opzionali. Mentre il primo semestre è dedicato ai corsi base e avanzati, il secondo semestre consente agli studenti di scegliere tra una concentrazione di corsi a scelta e un'ampia varietà di corsi a scelta liberi.

### Programmi MSc/MS di 12-24 mesi
- MSc Consulting and Coaching for Change (con Università di Oxford)
- MSc Innovation and Entrepreneurship (consegnato tramite Coursera)
- MSc International Finance
- MS/LL.M International Law and Management
- MSc Managerial and Financial Economics
- MSc/MS Marketing
- MSc/MS Media Art and Creation
- MSc Strategic Management
- MSc Sustainability and Social Innovation
- MSc X-HEC Data Science for Business (con École polytechnique)
- MSc X-HEC Entrepreneurs (con École polytechnique)

### Master of Business Administration (MBA)
Il programma MBA, creato nel 1969, prevede due sessioni: settembre e gennaio. L'MBA HEC consiste in un curriculum di 16 mesi, con 8 mesi di corsi di base e 8 mesi di programma su misura, che include varie opzioni di specializzazione, programmi di scambio e progetti di lavoro sul campo. Una classe Il corpo studentesco tipico è composto da ca. 250 studenti, di cui il 90% sono studenti internazionali, con più di 52 nazionalità rappresentate nella classe di laurea del 2017. Il processo di selezione mira a un equilibrio tra risultati accademici, esperienza professionale, esposizione internazionale e motivazione personale. La conoscenza del francese non è un requisito di accesso, ma è fortemente raccomandato che i partecipanti abbiano una conoscenza di base del francese all'inizio del programma MBA, mentre corsi di lingua obbligatori (durante i primi due semestri principali) e opzionali sono offerti durante tutto il programma. Programmi di scambio e programmi di doppia laurea sono offerti con circa 40 business school internazionali partner, tra cui Singapore Management University, HKUST, London Business School, Columbia Business School, Wharton e Yale.

### Formazione esecutiva

#### Executive MSc in Innovation and Entrepreneurship
L'Executive Master Innovation & Entrepreneurship è un programma sviluppato da HEC Paris in collaborazione con Coursera. Il programma è 100% online e mira a formare manager specializzati in queste due aree entro 18 mesi. Il corso è stato inaugurato a marzo 2017.

#### Executive MBA
L'Executive MBA dell'HEC, che fino al 2002 si chiamava Centre de perfectionnement aux affaires, è un programma rivolto a manager di alto livello con almeno 8 anni di esperienza aziendale, che li prepara a posizioni dirigenziali generali (l'esperienza media per gli studenti è di circa 14 anni). L'Executive MBA è un programma multi-sede offerto a Parigi (Francia), Pechino (Cina), San Pietroburgo (Russia) e Doha (Qatar). I corsi sono suddivisi tra teoria, casi di studio, progetti strategici, formazione alla leadership, campus europei e scambi esteri negli Stati Uniti e in Asia. Le università collegate al programma sono NYU, UCLA, Babson College negli USA, Tsinghua University in Cina e Nihon University in Giappone. Beneficia del triplo accreditamento di AACSB, AMBA ed EQUIS.

#### TRIUM Global Executive MBA
HEC offre anche il programma TRIUM Global Executive MBA in collaborazione con la Stern School of Business della New York University e la London School of Economics. È diviso in sei moduli tenuti in cinque sedi aziendali internazionali per 16 mesi.

### Programma di dottorato
Il programma di dottorato in management dell'HEC Paris offre formazione per le carriere nella ricerca e nel mondo accademico. Offre 7 specializzazioni e solitamente richiede 4-5 anni per essere completata. Le specializzazioni offerte sono contabilità e controllo di gestione, finanza e scienza delle decisioni, finanza, gestione dei sistemi informativi e delle operazioni, gestione e personale, marketing e strategia e politica aziendale. A dicembre 2020, ci sono 59 studenti nel programma, in rappresentanza di 18 nazionalità. Oltre il 90% degli studenti entra nella carriera accademica una volta completata. Tutti gli studenti di dottorato ricevono un'esenzione dalla tassa per l'intero semestre, uno stipendio di cinque anni per le spese di soggiorno e un finanziamento per la ricerca.

## Massive Open Online Courses
Anche HEC Paris partecipa alla nuova ondata di formazione a distanza, creando i propri corsi online attraverso MOOC.
Attualmente sono disponibili diversi MOOC, tra cui: "Become a changemaker, build a career with purpose and impact" e "Creating and Developing a Tech Startup".
Disponibili tramite Coursera, possono essere combinati per ottenere un certificato in innovazione, imprenditorialità, leadership o gestione.

## Attività di ricerca e imprenditorialità
Il 15 settembre 2020 la scuola ha fondato insieme all'Institut polytechnique de Paris il centro di ricerca sull'intelligenza artificiale Hi! PARIS.
La scuola ha altri tre centri di ricerca: Society & Organizations Institute, Innovation & Entrepreneurship Institute e GREGHEC (Groupement de Recherche et d'Etudes en Gestion à HEC Paris).
La scuola offre una laurea in imprenditorialità da oltre 40 anni, con la creazione di HEC Entrepreneurs nel 1977, che oggi è diventato MSc X-HEC Entrepreneurs, in collaborazione con l'École polytechnique. Dalla nascita di HEC Entrepreneur, gli ex studenti HEC hanno creato più di 600 aziende. Tra il 2004 e il 2013, la percentuale di imprenditori per classe è passata dal 10% al 25%. Nel 2007, HEC Paris ha creato l'Incubateur HEC Paris, il suo incubatore di startup dedicato al sostegno delle startup create dagli ex studenti. L'incubatore, attualmente guidato da Antoine Leprêtre, fa parte del campus della Station F dal 2017. Dal 2017, la scuola offre anche un master online dedicato a questa materia.

## Ex-alunni famosi

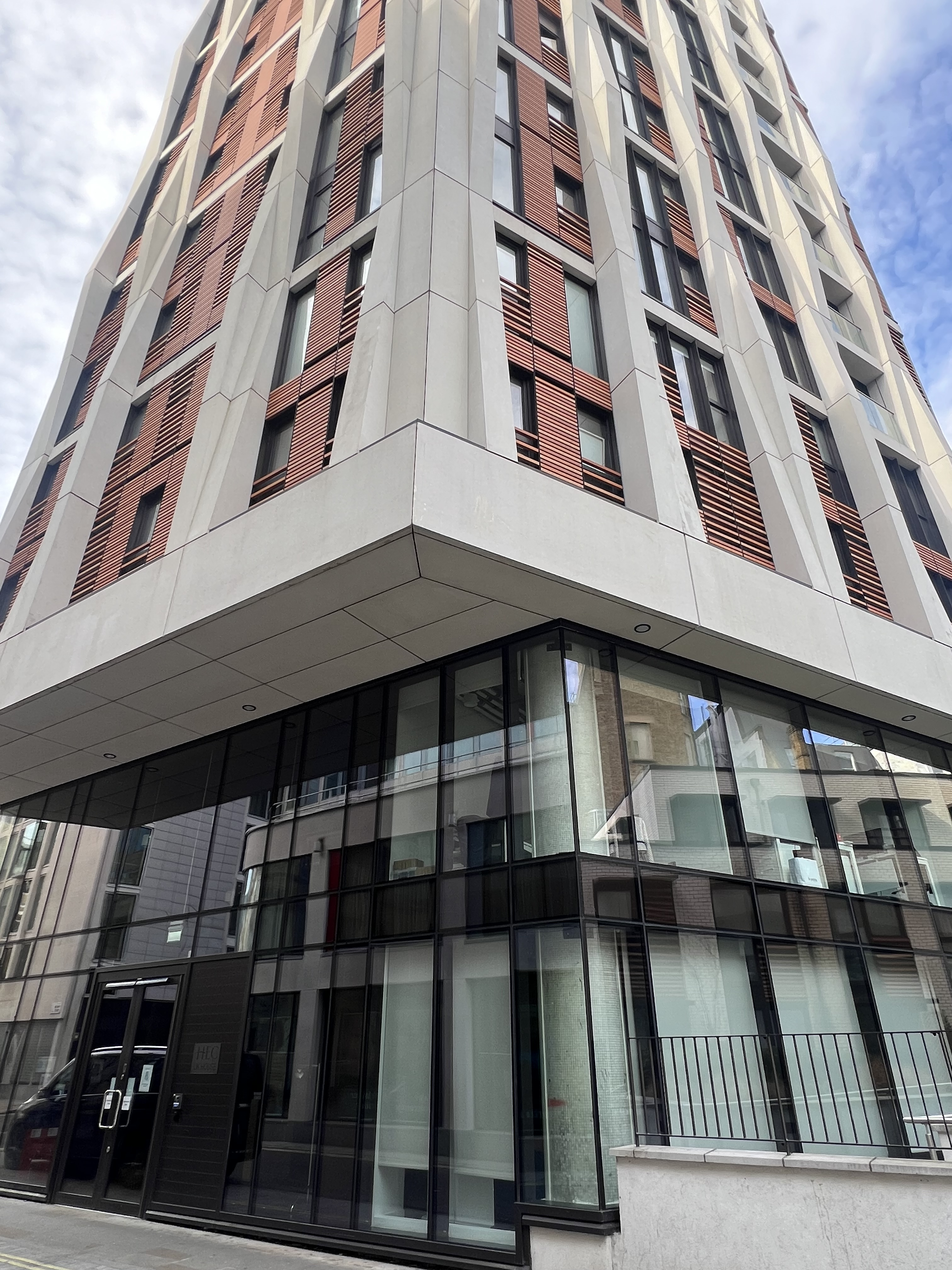
HEC UK House io Londra

- François Hollande, Presidente della Francia (2012-)
- Édith Cresson, Primo ministro francese (1991-1992)
- Abdoul Mbaye, Primo Ministro del Senegal (2012-)
- Dominique Strauss-Kahn, capo Fondo monetario internazionale (2007–2011), ministro delle finanze Francia (1997–1999)
- Pascal Lamy, Segretario generale Organizzazione mondiale del commercio (2005–)
- Francisco Madero (1873-1913), presidente del Messico (1911-1913)
- Roland Garros (1888-1918), pilota

L'associazione degli ex studenti della scuola, Association des diplômés HEC Paris, è stata fondata nel 1883 e riunisce ex studenti dei diversi istituti del Gruppo HEC: École HEC Paris, MBA HEC Paris, Executive MBA HEC Paris, Mastères HEC Paris e Doctorat HEC Paris. Ogni titolo è associato a una lettera e all'anno di conseguimento. Nel 2017, HEC Alumni è stata classificata da The Economist come la seconda rete di ex studenti di business school più potente al mondo.

## Nella cultura popolare
L'istituzione appare in molte opere Top managers, un film del 1987 di Claude Zidi, con ex studenti.